# Арнак ла Пост
Арнак ла Пост (фр. Arnac-la-Poste) насеље је и општина у централној Француској у региону Лимузен, у департману Горња Вијена која припада префектури Белак.
По подацима из 2011. године у општини је живело 1.014 становника, а густина насељености је износила 21,75 становника/km². Општина се простире на површини од 46,62 km². Налази се на средњој надморској висини од 266 метара (максималној 384 m, а минималној 249 m).

## Демографија
| 1962. | 1968. | 1975. | 1982. | 1990. | 1999. | 2011. |
| ----- | ----- | ----- | ----- | ----- | ----- | ----- |
| 1.142 | 1.279 | 1.172 | 1.118 | 1.027 | 979   | 1.014 |

График промене броја становника у току последњих година